# Thiou
Thiou er en flod i Frankrig. Den er kun ca 3,5 km lang, og regnes som en af de korteste floder i Frankrig. Floden løber i departementet Haute-Savoie i regionen Rhône-Alpes og afvander Annecysøen og løber ud i floden Fier, som er en biflod til Rhone.
Thiou har et malerisk forløb ind gennem den pittoreske by Annecy, som den deler i to. Flodens løb minder om en kanal, og er medvirkende til, at Annecy også benævnes 'Alpernes Venedig'.
Ved industrialiseringen op gennem det 19. århundrede leverede Thiou energi til lokale industrivirksomheder og havde dermed en stor rolle i byens udvikling på den tid.

## Links
- Omtale af floden (på fransk)

45°54′03″N 06°06′42″Ø / 45.90083°N 6.11167°Ø